# Die Orchideen-Tänzerin
Die Orchideen-Tänzerin ist ein französisches Stummfilmmelodram aus dem Jahre 1928. Unter der Regie von Léonce Perret spielt Louise Lagrange die Titelrolle. Der Geschichte liegt der gleichnamige Roman von Jean-Joseph Renaud zugrunde.

## Handlung
Die gebürtige Baskin Luisa Irriguoyen kommt nach jahrelanger Abwesenheit in ihr kleines Heimatdorf zurück, um ihre alte Mutter zu besuchen. Sie gibt vor, in Paris als Lehrerin zu arbeiten. Ihr alter Jugendfreund Jean Barliave, der seinen Lebensunterhalt als Notariatsgehilfe verdient, hat noch immer starke Gefühle für die attraktive junge Frau, die diese heimlich erwidert. Als Jean sieht, dass er mit seinem Werben um sie Erfolg haben könnte, bittet er Luisa um ihre Hand. In einem Anfall von Torschlusspanik reist sie jedoch sofort nach Paris zurück und erklärt ihm in einem Brief, dass sie niemals seine Ehefrau werden könne. Jean kann sich mit dieser Entscheidung nicht abfinden, verlässt sein baskisches Dorf und reist Luisa nach Paris nach. Überall, wo er hingeht, sieht er ein Plakat, auf dem Luisas Körper prangt: sie wird beworben als eine exotische Tänzerin, als „La danseuse Orchidée“. Jean betritt ihre Garderobe, wo er auf seine große Liebe trifft. Sie gibt zu, die Orchideen-Tänzerin zu sein und lediglich der alten Mutter zuliebe behauptet habe, den seriöseren Beruf einer Lehrerin auszuüben.
Noch einmal bittet er Luisa, mit ihm zu kommen. Er habe in Texas eine gute Stellung gefunden und wolle sie dorthin als seine Frau mitnehmen. Doch Luisa, die mit ihrem Tanzjob hier gut verdient, weist ihn erneut zurück, zumal er darauf besteht, sie fortan ganz für sich allein haben zu wollen. Nun ist Jean verloren, denn ohne sie will er nicht fortreisen, und er bleibt stattdessen in Paris allein zurück. Es geht ihm schlecht, er leidet Hunger und scheint bald am Ende. Doch wie das Schicksal so spielt: Jean lernt eines Tages die bekannte Filmschauspielerin Maryse Laborde kennen, die ihn in ihre Kreise einführt, wo der gutaussehende junge Mann als Leinwandidol rasch Karriere macht. Aus Dankbarkeit schenkt er der etwas älteren Maryse seine Zuneigung. Maryse vergöttert „ihren“ Jean, doch als dieser Luisa eines Tages wiedertrifft, lodert die alte Flamme der Leidenschaft zwischen beiden wieder auf. Er folgt der Orchideen-Tänzerin zu einem Gastspiel nach Nizza, wo er ihr bei einem Theaterbrand das Leben rettet. Maryse erkennt, dass zwischen diesen beiden Liebenden kein Blatt Papier passt und gibt Jean schließlich frei.

## Produktionsnotizen
Die Orchideen-Tänzerin entstand im Winter 1927/28 und wurde am 29. April 1928 uraufgeführt. Die deutsche und österreichische Premiere fand im Spätherbst (November/Dezember) desselben Jahres statt.
Die Filmbauten stammen von Henri Ménessier und Jacques-Laurent Atthalin.